# Auferstehungskirche (Übach-Palenberg)

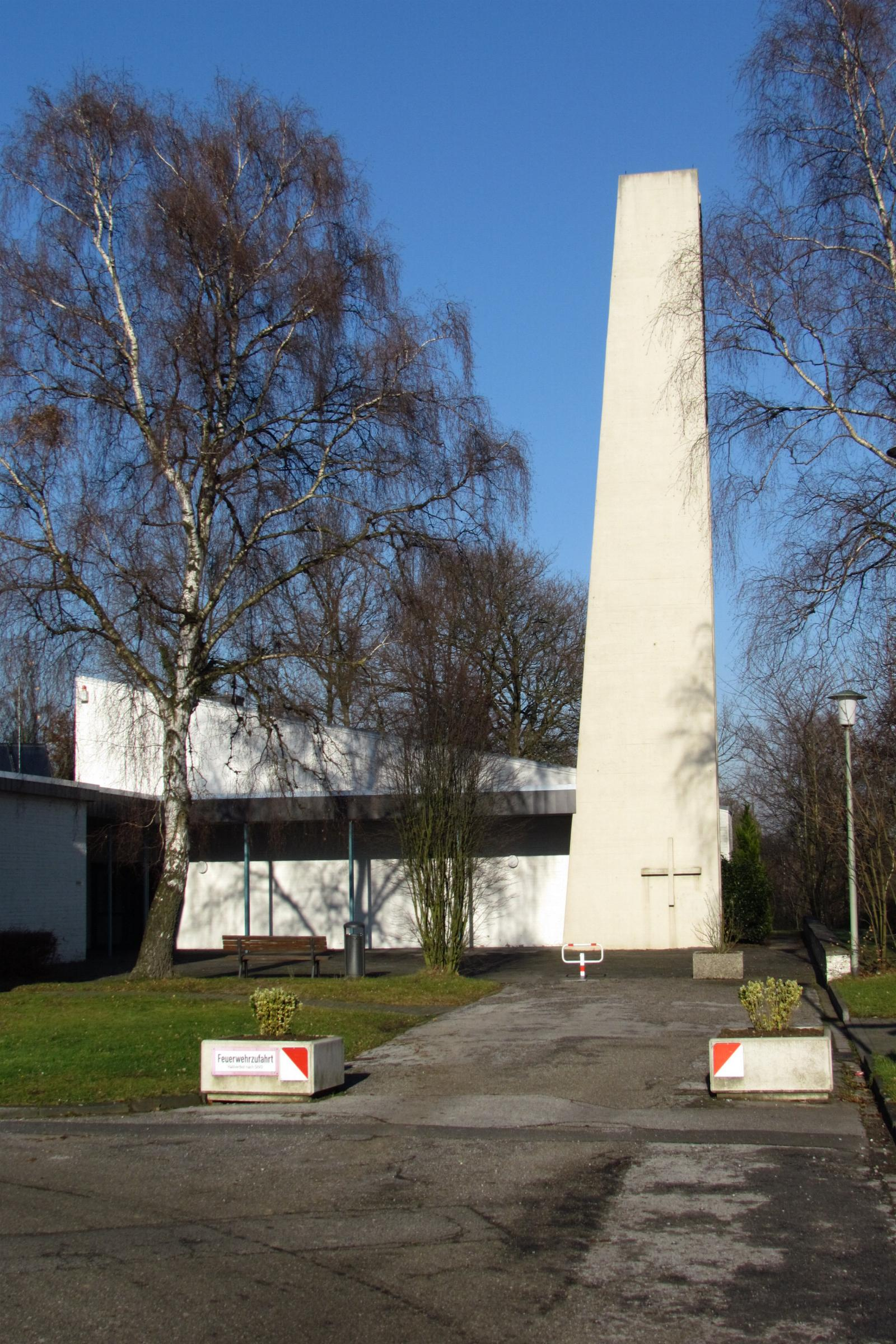
Auferstehungskirche in Marienberg

Die Evangelische Auferstehungskirche  ist eine ehemalige Kirche im Stadtteil Marienberg von Übach-Palenberg. Sie liegt an der Schulstraße 46 und gehörte zur Kirchengemeinde Übach-Palenberg im Kirchenkreis Jülich der Evangelischen Kirche im Rheinland.

## Geschichte
Die Kirche wurde 1957 nach einem Entwurf von Fritz G. Winter erbaut. Da die evangelische Kirchengemeinde Übach-Palenberg zu viele Gottesdiensträume besaß, wurde die Kirche am 23. Februar 2014 entwidmet und sollte zunächst der gemeindlichen Jugendarbeit dienen. 2023 wurde die gesamte Immobilie an den Kirchenkreis Jülich verkauft. Dieser plant, nach dem Abriss der Gebäude eine Neubebauung mit einer Kindertagesstätte und Wohngebäuden.

## Glocken
Im Turm befanden sich drei Glocken der Glocken- und Kunstgießerei Rincker aus dem Jahre 1958, die im Juni 2022 demontiert wurden. Sie haben die Schlagtöne es″, f″ und as″. Es ist geplant, die drei Glocken künftig in der Erlöserkirche in Übach zu nutzen.